# Església de Santa Bàrbara
L'església de Santa Bàrbara és un edifici de Santa Bàrbara (Montsià) inclòs a l'Inventari del Patrimoni Arquitectònic de Catalunya.

## Descripció
És una construcció a cavall entre dos segles, de planta rectangular (40 x 18 m) i 20 m d'alçada. Aboca a la plaça Cid i Cid, al centre del poble.
A la façana destaquen, en maó vist, el rosetó i la torre campanar, quadrada, de 35 m d'alçada, acabada en terrat; amb elements neogòtics característics de l'eclecticisme. La porta és d'arc rebaixat de pedra. A l'exterior hi ha contraforts i a l'interior capelles, tres a cada banda, que ocupen les naus laterals. Absis i cor elevat sobre l'entrada, a la dreta de l'altar major hi ha el sagrari i a l'esquerra la sagristia. La nau principal, espaiosa, és coberta per una volta de mig punt, dividida en cinc trams, amb 4 arcs, sense interès artístic. Té una cornisa lateral.
L'obra és de maçoneria ordinària, amb rajoles massisses a les cantonades. La coberta és de teula a dues vessants.

## Història
El primer poblament de les planes data de voltants del 1745 per gent de Tortosa. El 1758 es construeix una capella a santa Bàrbara, que serà el primer aglutinant de l'actual nucli urbà. Ja existia l'Hostal dels Frares, on és ara la fàbrica de la Sansa, amb capella dedicada a la Mercè. El 1808 es construeix el primer temple parroquial, al lloc que ara ocupa l'actual església, la qual es començà a construir, amb l'ajuda de tot el poble, l'any 1894. Uns mesos més tard caigué una part de la construcció i les obres s'allargaren fins al 1903, que fou inaugurada.
El campanar i l rosetó s'acabaren el 1911 i la volta el 1912.
L'edifici fou ampliat a les dimensions actuals, ocupant íntegrament l'illa, el 1949-50, i s'inaugurà l'any 1953. El 1971 s'arrebossà la façana